# Колесников, Павел Сергеевич
Павел Сергеевич Колесников (27 декабря 1924 — 12 сентября 2007) — советский, российский инженер-разработчик в области ракетной техники. Заместитель главного конструктора по лётным испытаниям морских ракетных комплексов и ведущий инженер Конструкторского бюро машиностроения Министерства общего машиностроения СССР, Ветеран Великой Отечественной войны, Герой Социалистического Труда. 

## Биография
Родился 27 декабря 1924 года в д. Таратино (ныне — Александровском районе Владимирской области).
В 1942 году, в августе, добровольцем зачислен в Красную Армию. В действующей армии с декабря 1942 года. Воевал на Волховском и Ленинградском фронтах в должности командира танков Т-60 и Т-70 и заряжающего СУ-152. Трижды ранен, один раз тяжело, в августе 1944 года после контузии направлен на учёбу в Ульяновское танковое училище, откуда был комиссован по состоянию здоровья.
В 1946—1953 гг. — в г. Карабаново на текстильном комбинате им. III Интернационала: помощник мастера, мастер, десятник.
В 1953 году уехал в Москву, где окончил Московское высшее техническое училище им. Н. Э. Баумана (1959), получил специальность инженер-механик и был направлен в СКБ № 395 в г. Миасс.
В 1959—1989 гг. — в г. Миассе Челябинской области в КБ машиностроения (ФГУП «Государственный ракетный центр „КБ им. академика В. П. Макеева“»): инженер, начальник лаборатории, заместитель главного конструктора, ведущий инженер.
Участник разработки оперативно-тактической ракеты Р-17 и трех поколений стратегических морских комплексов с ракетами Р-21, Р-27, Р-27У, Р-27К, Р-29, Р-29Р, Р-39, Р-29РМ и одиннадцати их модификаций в части разработки систем управления и организации летной отработки. Участвовал в создании наземных стартовых комплексов и полигонов ВМФ для летных испытаний баллистических ракет подводных лодок.
Ушёл из жизни 12 сентября 2007 года.

## Награды
- Орден «Знак Почета» (1963)
- Орден Октябрьской Революции (1971)
- Ленинская премия (1978)
- Звание Герой Социалистического Труда с вручением ордена Ленина и золотой медали «Серп и Молот» (закрытый указ от 25 сентября 1984 года)
- Орден Отечественной войны II степени (1985)
- Медаль им. академика В. П. Макеева и дипломом Федерации космонавтики (1992)
- Медали СССР.
- Почётный гражданин г. Карабаново [3]